# Sportklub Niederösterreich Sankt Pölten 2019-2020
Questa voce raccoglie le informazioni riguardanti lo Sportklub Niederösterreich Sankt Pölten nelle competizioni ufficiali della stagione 2019-2020.

## Rosa
Aggiornata al 23 gennaio 2020.
| N. |                           | Ruolo | Calciatore           |
| -- | ------------------------- | ----- | -------------------- |
| 1  | Austria (bandiera)        | P     | Christoph Riegler    |
| 3  | Brasile (bandiera)        | D     | Luan                 |
| 4  | Austria (bandiera)        | C     | Dominik Hofbauer     |
| 5  | Austria (bandiera)        | D     | Luca Meisl           |
| 6  | Austria (bandiera)        | D     | Daniel Petrovic      |
| 7  | Austria (bandiera)        | A     | Nicolas Meister      |
| 8  | Austria (bandiera)        | C     | Michael Ambichl      |
| 10 | Austria (bandiera)        | C     | Daniel Luxbacher     |
| 11 | Sierra Leone (bandiera)   | C     | George Davies        |
| 13 | Austria (bandiera)        | A     | Aleksandar Vucenovic |
| 14 | Austria (bandiera)        | D     | Christoph Klarer     |
| 18 | Austria (bandiera)        | C     | Martin Rasner        |
| 19 | Corea del Nord (bandiera) | A     | Pak Kwang-ryong      |

| N. |                         | Ruolo | Calciatore              |
| -- | ----------------------- | ----- | ----------------------- |
| 20 | Austria (bandiera)      | C     | Daniel Schütz           |
| 22 | Austria (bandiera)      | D     | Sandro Ingolitsch       |
| 23 | Austria (bandiera)      | D     | Manuel Haas             |
| 24 | Austria (bandiera)      | C     | Valentin Lamprecht      |
| 27 | Austria (bandiera)      | D     | Michael Schimpelsberger |
| 29 | Austria (bandiera)      | D     | Daniel Drescher         |
| 31 | Germania (bandiera)     | C     | Nico Gorzel             |
| 32 | Austria (bandiera)      | P     | Thomas Vollnhofer       |
| 33 | Burkina Faso (bandiera) | A     | Issiaka Ouédraogo       |
| 39 | Croazia (bandiera)      | C     | Robert Ljubičić         |
| 77 | Brasile (bandiera)      | C     | Alan                    |
| 90 | Austria (bandiera)      | A     | Lorenz Grabovac         |
| 91 | Austria (bandiera)      | D     | Stefan Stangl           |